# Пояс Гулда
Пояс Гулда — група дуже молодих масивних зір, віком 10—30 млн років, що формує диск діаметром 500—1000 пк, центр якого міститься на відстані 150—250 пк від Сонця у напрямі антицентру Галактики. Названо на честь Бенджаміна Гулда, який 1879 року вперше звернув увагу на те, що яскраві зорі на небі утворюють пояс, нахилений до площини Чумацького Шляху.